# Kézdialmás község
Kézdialmás község (románul: Comuna Mereni) község Kovászna megyében, Romániában. Központja Kézdialmás, hozzá tartozik Csomortán.

## Népessége
A 2011-es népszámlálás adatai alapján a község népessége 1324 fő volt.